# Bobbo Petersson
Rickard Alexander Bobbo Petersson, född 11 maj 1992 i Karlskrona, är en svensk professionell ishockeyspelare som spelar för Marseille Hockey Club i Ligue Magnus. Petersson gjorde seniordebut med Örebro HK i Hockeyallsvenskan säsongen 2012/13, utlånad från Linköping HC. Samma säsong var han med att spela upp Örebro till SHL. Efter fem säsonger i klubben anslöt han till moderklubben Karlskrona HK, som dock degraderades till Hockeyallsvenskan 2018. Säsongen 2018/19 tillhörde Petersson Djurgårdens IF, med vilka han tog ett SM-silver samma säsong. Därefter följde två säsonger med Södertälje SK i Hockeyallsvenskan.
Efter en kort sejour i Finland med Vasa Sport i Liiga säsongen 2021/22, återvände Petersson till Sverige för spel med Östersunds IK. Säsongen 2023/24 spelade han för den österrikiska klubben Pioneers Vorarlberg i ICEHL. Petersson gick klubblös säsongen 2024/25 men återvände därefter till spel för den franska klubben Marseille HC.
Som junior var Petersson lagkapten till Linköping HC J20 som säsongen 2011/12 vann JSM-guld.

## Karriär
Petersson påbörjade sin karriär som ishockeyspelare i moderklubben Karlskrona HK. 2008 lämnade han Karlskronas ungdomssektion för spel med Linköping HC:s juniorlag. Säsongen 2011/12 utsågs Petersson till lagkapten för Linköping HC J20. Han var lagets poängmässigt främsta back och ledde laget till JSM-guld då man vände ett 2–0-underläge till seger med 2–3 efter förlängning mot HV71 i finalen.
Den 19 april 2012 meddelades det att Petersson skrivit ett tvåårsavtal med Linköpings A-lag. Han gjorde sedan debut i SHL säsongen 2012/13 med Linköpings seniorlag. Han var uttagen till en match med laget under säsongen, dock utan att få speltid. Under denna säsong lånades Petersson istället ut till Örebro HK i Hockeyallsvenskan. Den 12 september 2012 spelade han sin första match i Hockeyallsvenskan och den 30 oktober samma år gjorde han sitt första mål i serien, på Michal Zajkowski, i en 2–0-seger mot Tingsryds AIF. Totalt noterades Petersson för ett mål och tre assistpoäng på 49 grundseriematcher för Örebro HK. Laget slutade sexa i grundserien, men lyckades sedan vinna Kvalserien till Elitserien i ishockey 2013 och avancerade därför till SHL för första gången i klubbens historia.
I maj 2013 bröt Petersson sitt kontrakt med Linköping för att istället ansluta till Örebro, med vilka han skrivit ett tvåårsavtal. I december 2013 blev han under fyra matcher utlånad till Djurgårdens IF i Hockeyallsvenskan, där han noterades för ett mål. Han återvände till Örebro senare samma månad och noterades för sitt första SHL-mål den 14 december 2013, på Danny Taylor, i en 4–3-seger mot Färjestad BK. Örebro slutade näst sist i grundserien och på 40 matcher noterades Petersson för ett mål och en assistpoäng. I den efterföljande Kvalserien vann laget serien och höll sig därför kvar i SHL. 
Den 22 september 2014 förlängde Petersson sitt avtal med Örebro med ytterligare tre säsonger. Säsongen 2014/15 fick Petersson en större roll i Örebro och stod under säsongen för sju poäng på 51 grundseriematcher (två mål, fem assist). Laget slutade sexa i grundserien och tog sig till SM-slutspel för första gången någonsin. Där slogs man dock ut i kvartsfinal av Växjö Lakers HC med 4–2 i matcher.
I en match mot Skellefteå AIK i inledningen av säsongen 2015/16 ådrog sig Petersson en knäskada sedan han tacklats av Martin Lundberg och missade därefter elva matcher av grundserien. Efter sin skadefrånvaro lånades Petersson ut under en match till HC Vita Hästen i Hockeyallsvenskan. Totalt stod Petersson för nio poäng på 37 grundseriematcher för Örebro (två mål, sju assist). I det efterföljande SM-slutspelet slogs laget ut i play-in av HV71 med 2–0 i matcher.
Efter fem säsonger i Örebro, meddelades det i mars 2017 att Petersson lämnat klubben för spel med Karlskrona HK, som han skrev ett tvåårsavtal med. Den följande säsongen blev Petersson poängmässigt främsta i SHL och han slutade på andra plats i den interna poängligan bland backarna i laget. På 49 grundseriematcher stod han för två mål och elva assistpoäng. Karlskrona slutade dock sist i grundserien och degraderades kort därefter till Hockeyallsvenskan sedan man tappat en 3–1-ledning till 3–4 i matcher i direktkvalet till SHL, mot Timrå IK.
Den 25 juni 2018 stod det klart att Petersson skrivit ett ettårsavtal med Djurgårdens IF i SHL. Den följande säsongen fick Petersson sparsamt med speltid i de 31 grundseriematcher han spelade. På dessa matcher noterades han för två assistpoäng. I SM-slutspelet spelade han sju matcher och stod för en assist. Djurgården tog ett SM-silver sedan man förlorat finalserien mot Frölunda HC med 4–2 i matcher. Den 6 maj 2019 meddelades det att Petersson lämnat laget.
Den 6 augusti 2019 meddelades det att Petersson skrivit ett tvåårsavtal med Södertälje SK i Hockeyallsvenskan. Efter två säsonger med Södertälje lämnade han klubben och skrev den 10 november 2021 ett ettårsavtal med Vasa Sport i Ligga, med option på ytterligare en säsong. Petersson spelade endast 15 matcher för klubben och man valde efter säsongen att inte aktivera optionen. 
Den 22 oktober 2022 stod det klart att Petersson återvänt till Sverige då han skrivit ett avtal med Östersunds IK i Hockeyallsvenskan. Totalt spelade han 35 matcher under säsongens gång och stod för ett mål och två assistpoäng. Efter att ha gått kontraktslös i inledningen av säsongen 2023/24 bekräftades det den 14 november 2023 att Petersson skrivit ett try out-kontrakt, som senare förlängdes, med den österrikiska klubben Pioneers Vorarlberg i ICEHL.
Efter att ha gått klubblös säsongen 2024/25 bekräftades det den 1 augusti 2025 att Petersson återvänt till spel och skrivit ett avtal med den franska klubben Marseille Hockey Club i Ligue Magnus.

## Statistik
|                          |                          |                          |             | Grundserie  | Grundserie  | Grundserie  | Grundserie  | Grundserie  |             | Slutspel / kval | Slutspel / kval | Slutspel / kval | Slutspel / kval | Slutspel / kval |
| Säsong                   | Klubb                    | Liga                     | Matcher     | Mål         | Assist      | Poäng       | Utv.        | Matcher     | Mål         | Assist          | Poäng           | Utv.            |                 |                 |
| ------------------------ | ------------------------ | ------------------------ | ----------- | ----------- | ----------- | ----------- | ----------- | ----------- | ----------- | --------------- | --------------- | --------------- | --------------- | --------------- |
| 2012–13                  | Linköping HC             | SHL                      | 1           | 0           | 0           | 0           | 0           | —           | —           | —               | —               | —               |                 |                 |
| 2012–13                  | Örebro HK                | HA                       | 49          | 1           | 3           | 4           | 20          | 16          | 1           | 3               | 4               | 4               |                 |                 |
| 2013–14                  | Örebro HK                | SHL                      | 40          | 1           | 1           | 2           | 14          | 5           | 0           | 2               | 2               | 2               |                 |                 |
| 2013–14                  | Djurgårdens IF           | HA                       | 4           | 1           | 0           | 1           | 0           | —           | —           | —               | —               | —               |                 |                 |
| 2014–15                  | Örebro HK                | SHL                      | 51          | 2           | 5           | 7           | 20          | 6           | 0           | 1               | 1               | 0               |                 |                 |
| 2015–16                  | Örebro HK                | SHL                      | 37          | 2           | 7           | 9           | 10          | 2           | 0           | 0               | 0               | 2               |                 |                 |
| 2015–16                  | HC Vita Hästen           | HA                       | 1           | 0           | 0           | 0           | 0           | —           | —           | —               | —               | —               |                 |                 |
| 2016–17                  | Örebro HK                | SHL                      | 47          | 3           | 6           | 9           | 18          | —           | —           | —               | —               | —               |                 |                 |
| 2017–18                  | Karlskrona HK            | SHL                      | 49          | 2           | 11          | 13          | 20          | 7           | 1           | 3               | 4               | 8               |                 |                 |
| 2018–19                  | Djurgårdens IF           | SHL                      | 31          | 0           | 2           | 2           | 2           | 7           | 0           | 1               | 1               | 2               |                 |                 |
| 2019–20                  | Södertälje SK            | HA                       | 51          | 3           | 8           | 11          | 34          | 1           | 0           | 1               | 1               | 2               |                 |                 |
| 2020–21                  | Södertälje SK            | HA                       | 45          | 0           | 8           | 8           | 14          | 1           | 0           | 0               | 0               | 2               |                 |                 |
| 2021–22                  | Vasa Sport               | Liiga                    | 15          | 0           | 0           | 0           | 0           | —           | —           | —               | —               | —               |                 |                 |
| 2022–23                  | Östersunds IK            | HA                       | 35          | 1           | 2           | 3           | 8           | —           | —           | —               | —               | —               |                 |                 |
| 2023–24                  | Pioneers Vorarlberg      | ICEHL                    | 27          | 1           | 5           | 6           | 6           | 8           | 0           | 2               | 2               | 6               |                 |                 |
| 2024–25                  | Spelade ej.              | Spelade ej.              | Spelade ej. | Spelade ej. | Spelade ej. | Spelade ej. | Spelade ej. | Spelade ej. | Spelade ej. | Spelade ej.     | Spelade ej.     | Spelade ej.     | Spelade ej.     | Spelade ej.     |
| SHL totalt               | SHL totalt               | SHL totalt               | 256         | 10          | 32          | 45          | 84          | 15          | 0           | 2               | 2               | 4               |                 |                 |
| Hockeyallsvenskan totalt | Hockeyallsvenskan totalt | Hockeyallsvenskan totalt | 185         | 6           | 21          | 27          | 76          | 18          | 1           | 4               | 5               | 8               |                 |                 |